# جورج ألدريدج (ملاكم)
جورج ألدريدج (بالإنجليزية: George Aldridge)‏ مواليد 1 فبراير 1936 في لندن، هو ملاكم محترف بريطاني سابق صنّف ضمن فئة الوزن المتوسط.

## إحصائيات
خاض خلال مسيرته 52 نزالا، فاز في 36 وتعادل في 2 وخسر في 14. فاز بالضربة القاضية في 17 نزالا.

## روابط خارجية
- جورج ألدريدج على موقع بوكس ريك (الإنجليزية) (registration required)